# Список умерших в 635 году

## Июнь
- 25 июня — Ли Юань (69), китайский император (618—626), основатель династии Тан.

## Июль
- 16 июля — Тененан, святой епископ из Бретани.

## Дата смерти неизвестна или требует уточнения
- Абу Кухафа, отец Абу Бакра, первого праведного Халифа и сподвижника пророка Мухаммеда.
- Иоанн III, епископ Неаполя (615—635).
- Коналл Гутбинн, король Миде (621—635).
- Сад ибн Убада, исламский политический деятель, сподвижник пророка Мухаммеда, один из лидеров мединского племени Хазрадж.
- Свинтила, король вестготов (621—631).
- Финтан (Мунну), настоятель монастыря в Тамоне, святой.
- Халид ибн Саид, сподвижник пророка Мухаммеда.
- Хинд бинт Утба, одна из самых знатных и влиятельных женщин Мекки, жена лидера курайшитов Абу Суфьяна и мать первого омейядского халифа Муавии.
- Хишам ибн аль-Ас, сподвижник пророка Мухаммеда.